# Orquestra del Mozarteum de Salzburg
L'Orquestra del Mozarteum de Salzburg (Mozarteum Orchester Salzburg) és l'orquestra principal a Salzburg, Àustria. Va ser fundada el 1841 i el nom actual es va fixar el 1908. Té una activitat molt destacada dins del famós Festival de Salzburg. Entre els directors convidats hi ha hagut de molt renom com per exemple el letó Olgerts Bistevins entre d'altres famosos. Des del 2004 el seu director titular és Ivor Bolton.

## Directors titulars
- Ivor Bolton (2004
- Hubert Soudant (1995-2004)
- Hans Graf (1984-1994)
- Leopold Hager (1969-1981)